# Budaševo
Budaševo är en ort i Kroatien.   Den ligger i länet Moslavina, i den östra delen av landet, 50 km sydost om huvudstaden Zagreb. Budaševo ligger 94 meter över havet och antalet invånare är 1 688.
Terrängen runt Budaševo är platt. Runt Budaševo är det ganska glesbefolkat, med 22 invånare per kvadratkilometer. Närmaste större samhälle är Sisak, 4,6 km väster om Budaševo. Trakten runt Budaševo består till största delen av jordbruksmark.